# すべて、ひとつの愛に
「すべて、ひとつの愛に」（すべて、ひとつのあいに）は日本のシンガーソングライター、崎谷健次郎の楽曲。2011年5月18日に配信限定シングルとして発売された。

## 解説

### 作品構成
- 配信限定で発売されたシングルとしては、通算1作目である。
- プロデュースは、崎谷健次郎。
- 松井五郎は、通算12枚目のシングル「涙が君を忘れない」以来、20年ぶりにシングルの作詞を担当した。
- すべて、ひとつの愛に

崎谷いわく、「練りに練った久々のバラード」。
11thオリジナルアルバム『五線譜のメッセージ』に収録されている。
2ndカバーアルバム『COVERS 〜FOR TIMES〜 』には、「すべて、ひとつの愛にmusic box ver.」として、オルゴールバージョンが制作、録音されている。
コンピュータープログラミング、キーボード、ヴォーカル、コーラスは崎谷健次郎。
ヴァイオリンは須磨和声。

### 作品制作
- 制作・発売元はIMPRESSION、販売元はUNIVERSAL MUSICである。
- キャッチフレーズは、「信じること　願うこと　それは　愛がくれるもの」[2]。

## 収録曲
1. すべて、ひとつの愛に
作詞：松井五郎 / 作曲 / 編曲：崎谷健次郎
2. すべて、ひとつの愛に(instrumental)
作曲 / 編曲：崎谷健次郎